# Marika Lindholm
Marika Irene Lindholm z domu Eklund (ur. 14 kwietnia 1948 w Hanko) – fińska lekkoatletka, sprinterka, medalistka mistrzostw Europy w 1974.
Zajęła 6. miejsce w biegu na 400 metrów i 7. miejsce w sztafecie 4 × 400 metrów na mistrzostwach Europy w 1971 w Helsinkach. Na igrzyskach olimpijskich w 1972 w Monachium odpadła w ćwierćfinale biegu na 400 metrów i eliminacjach sztafety 4 × 100 metrów, a w sztafecie 4 × 400 metrów zajęła 7. miejsce.
Zdobyła srebrny medal w sztafecie 4 × 400 metrów (która biegła w składzie: Eklund, Mona-Lisa Pursiainen, Pirjo Wilmi i Riitta Salin) na mistrzostwach Europy w 1974 w Rzymie. Na igrzyskach olimpijskich w 1976 w Montrealu Lindholm zajęła 6. miejsce w sztafecie 4 × 400 metrów (która biegła w tym samym składzie, co na mistrzostwach Europy w 1974) oraz odpadła w ćwierćfinale biegu na 400 metrów. 
Lindholm była mistrzynią Finlandii w 1971 w biegu na 200 metrów i biegu na 400 metrów, a także halową mistrzynią swego kraju w biegu na 60 metrów w 1967.
9 czerwca 1971 w Vuosaari wyrównała należący do Mony-Lisy Pursiainen rekord Finlandii w biegu na 100 metrów czasem 11,6 s. 10 lipca 1910 w Kauniainen poprawiła rekord swego kraju w biegu na 200 metrów rezultatem 23,5 s.  Trzykrotnie poprawiała Finlandii w biegu na 400 metrów do wyniku 52,7 s (4 września 1971 w Monachium), również trzykrotnie w sztafecie 4 × 400 metrów do czasu 44,68 s (9 września 1972 w Monachium) i 7. razy w sztafecie 4 × 400 metrów do rezultatu 3:25,7 (8 września 1974 w Rzymie). Ten ostatni rezultat jest obecnym (lipiec 2021) rekordem Finlandii.